# حمام قلی
حمام قلی مربوط به دوره صفوی است و در سمنان، داخل بافت قدیم، محور کهن دژ واقع شده و این اثر در تاریخ ۲۵ اسفند ۱۳۸۰ با شمارهٔ ثبت ۵۶۳۳ به‌عنوان یکی از آثار ملی ایران به ثبت رسیده است.